# Tatjana Kralj
Tatjana Kralj, slovenska operna solistka, * 19. november 1932, Ljubljana, † 16. november 2018, Ljubljana.
Tatjana Kralj se je rodila v umetniški družini, očetu akademskemu slikarju, grafiku in kiparju Tonetu Kralju in slikarki in lutkarici Mari Kralj, roj. Jeraj. Mati Mare Kralj je bila slovenska pesnica Franica Vovk, bolj znana kot Vida Jeraj. Vida Jeraj je bila pranečakinja Franceta Prešerna. Poročena je bila z glasbenikom Karlom Jerajem. Tatjana Kralj je bila poročena s skladateljem prof. Samom Vremšakom, s katerim je imela dve hčerki.
Sopranistka Tatjana Kralj je po šolanju pri pedagoginji Sonji Bleiweisovi in študiju pri prof. Radó na Dunaju leta 1964 z osvojeno drugo nagrado slavila svojo prvo zmago v ostri konkurenci na mednarodnem pevskem tekmovanju v belgijskem Verviersu. Kljub zelo uspešnemu debiju v vlogi Violette v Traviati v Sarajevski operi, v širši domovini takrat ni uspela najti zaposlitve, zato je odšla v tujino.Takoj na začetku angažmaja v švicarskem Sankt Gallenu so ji zaupali zahtevne vloge: Grofico v Figarovi svatbi, Leonoro v Fideliu in Giulietto v Hofmanovih pripovedkah. V sezoni 1967/68 je sledil angažma v nemškem Wuppertalu in številna gostovanja v Nemčiji. Od glavnih vlog naj omenimo Cho-Ch-San v Madame Butterfly, Leonoro v Fideliu, Elso v Lohengrinu, Leonoro v Trubadurju, Marino v Štirje grobijani, Fiordiligi v Cosi fan tutte, Santuzzo v Cavallerii Rusticani, Lizo v Pikovi dami, Marto v Nižavi.
V sezoni 1972/73 se je vrnila v domovino. Do svoje predčasne upokojitve je bila angažirana v ljubljanski operi, kjer je med drugim pela  Leonoro v Trubadurju, Minni v Dekle z zahoda, Santuzzo v Cavalerii Rusticani, Marino Štirih grobijanih, Violetto v Traviati, Amelijo v Plesu v maskah, Lukrecijo v Dva Foscarija, Cho-Cho-San v Madame Butterfly, Damigello v Kronanje Popeje, Miss Worthworth v Albert Heringu, tujo knežno v Rusalki idr.
Leta 2000 sta s hčerko operno pevko prof. Ireno Baar ustanovili dve fundaciji: "Fundacijo Toneta Kralja" in "Fundacijo Luciana Maria Škerjanca".